# Jean-Michel Godard
Jean-Michel Godard (né le 19 janvier 1971 à Brou-sur-Chantereine) est un athlète français, spécialiste du saut à la perche.

## Biographie
Il est sacré champion de France en salle du saut à la perche en 1995 à Liévin.
En 1995, il participe aux championnats du monde en salle et aux championnats du monde en plein air mais il ne franchit pas le cap des qualifications.
Son record personnel au saut à la perche est de 5,65 m (1998).